# Carpodacus erythrinus
Il ciuffolotto scarlatto o carpodaco scarlatto  (Carpodacus erythrinus (Pallas, 1770))) è un uccello passeriforme della famiglia dei Fringillidi. È detto anche verdone bastardo.

## Etimologia
Il nome scientifico della specie, erythrinus, deriva dal greco ερυθρος (erythros/eruthros, "rosso"), e si riferisce alla colorazione del piumaggio dei maschi adulti.

## Descrizione

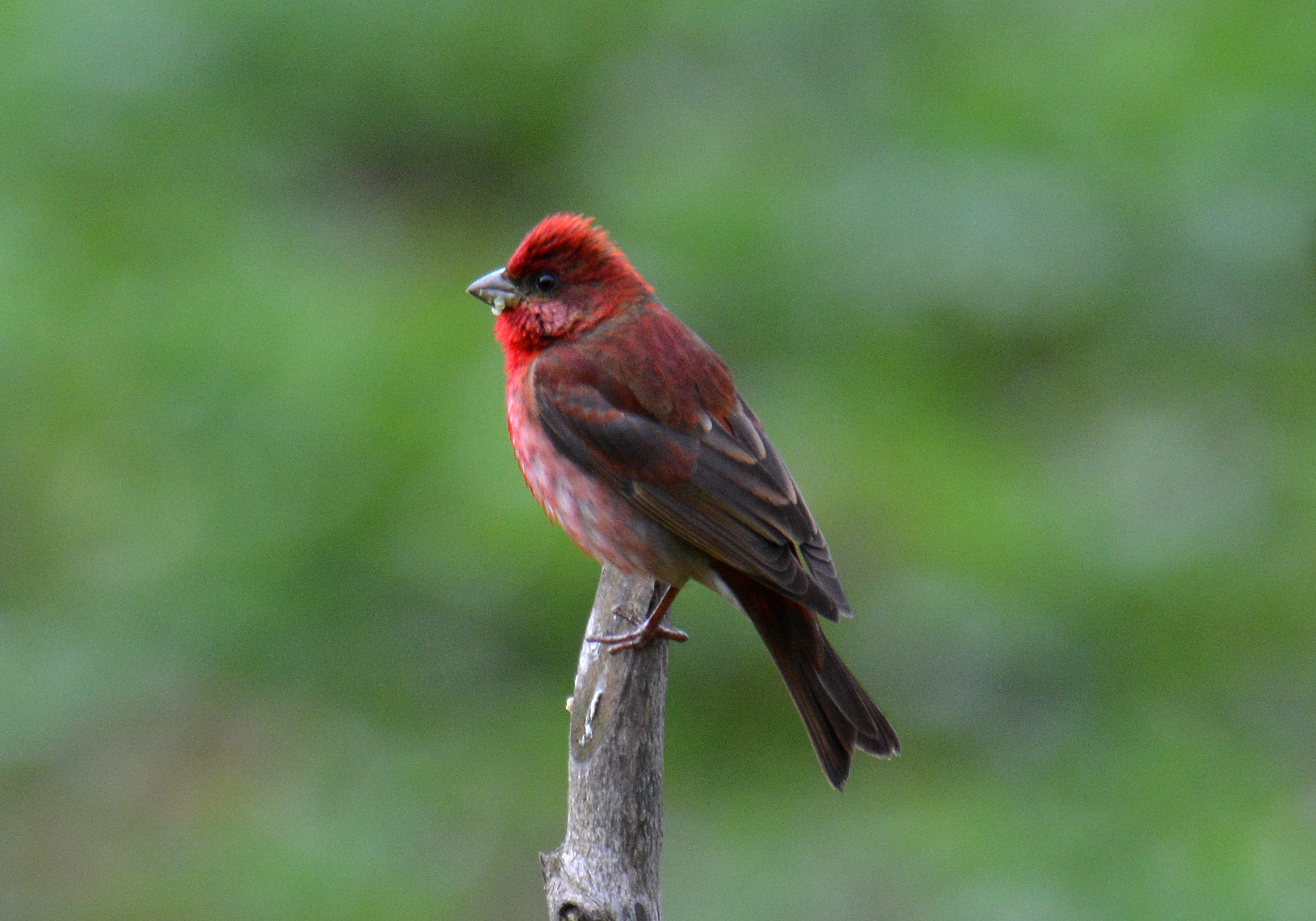
Maschio in Bhutan.

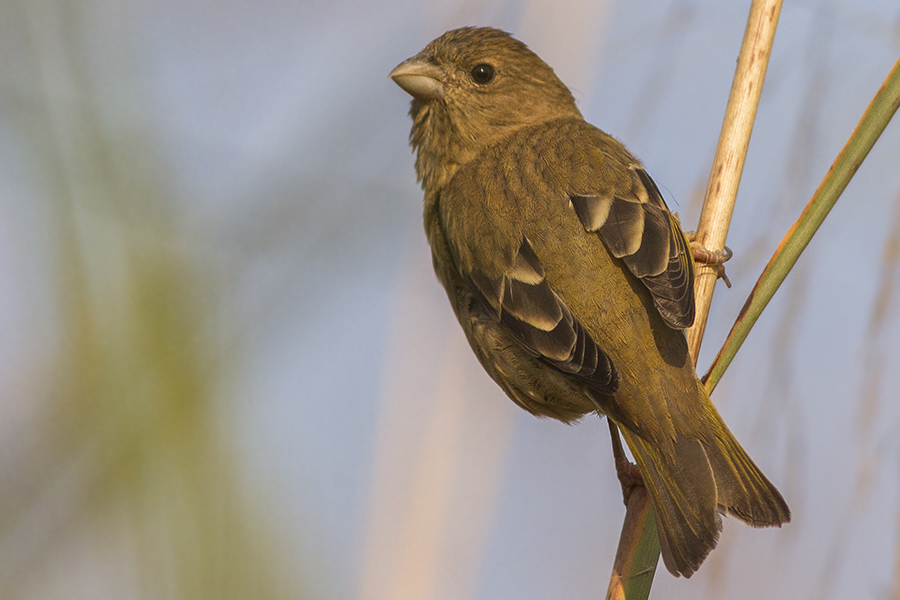
Femmina nell'Uttarakhand.

### Dimensioni
Misura 13–15 cm di lunghezza, per 19-23 g di peso.

### Aspetto
Si tratta di uccelletti dall'aspetto robusto ma slanciato, con grossa testa, grandi occhi, becco robusto e conico, eli allungate e coda dalla punta lievemente forcuta.
Il ciuffolotto scarlatto presenta evidente dimorfismo sessuale: il maschio, infatti, presenta testa, petto e codione di colore rosso cremisi (tranne l'area dall'orecchio alla base del becco, che forma una mascherina marrone), mentre petto e ventre sono di colore bianco-rosato, il sottocoda è bianco, il dorso è bruno-rossiccio e ali e coda sono nerastre, con copritrici barrate di rosso. L'estensione del colore rosso varia a seconda della sottospecie, coprendo solo testa e petto (con ventre e fianchi bianchi) o l'intera area ventrale, oppure estendendosi anche al dorso: in ogni caso, al di fuori del periodo riproduttivo tale colorazione risulta più smorta.

Le femmine, invece, presentano colorazione più sobria e mimetica, dominata dai toni del bruno-grigiastro su tutto il corpo, più scura dorsalmente e più chiara e tendente al color senape ventralmente, mentre ali e coda sono nerastre, le prime con due barre alari bianco-grigiastre.
In ambedue i sessi, becco e zampe sono di colore nerastro, mentre gli occhi sono di color bruno scuro.

## Biologia
Il ciuffolotto scarlatto è un uccello dalle abitudini prevalentemente diurne (tranne durante le migrazioni, che hanno carattere principalmente notturno), molto allegro e vivace, che si muove in coppie o in gruppetti e passa la maggior parte del tempo al suolo alla ricerca di cibo.

### Alimentazione

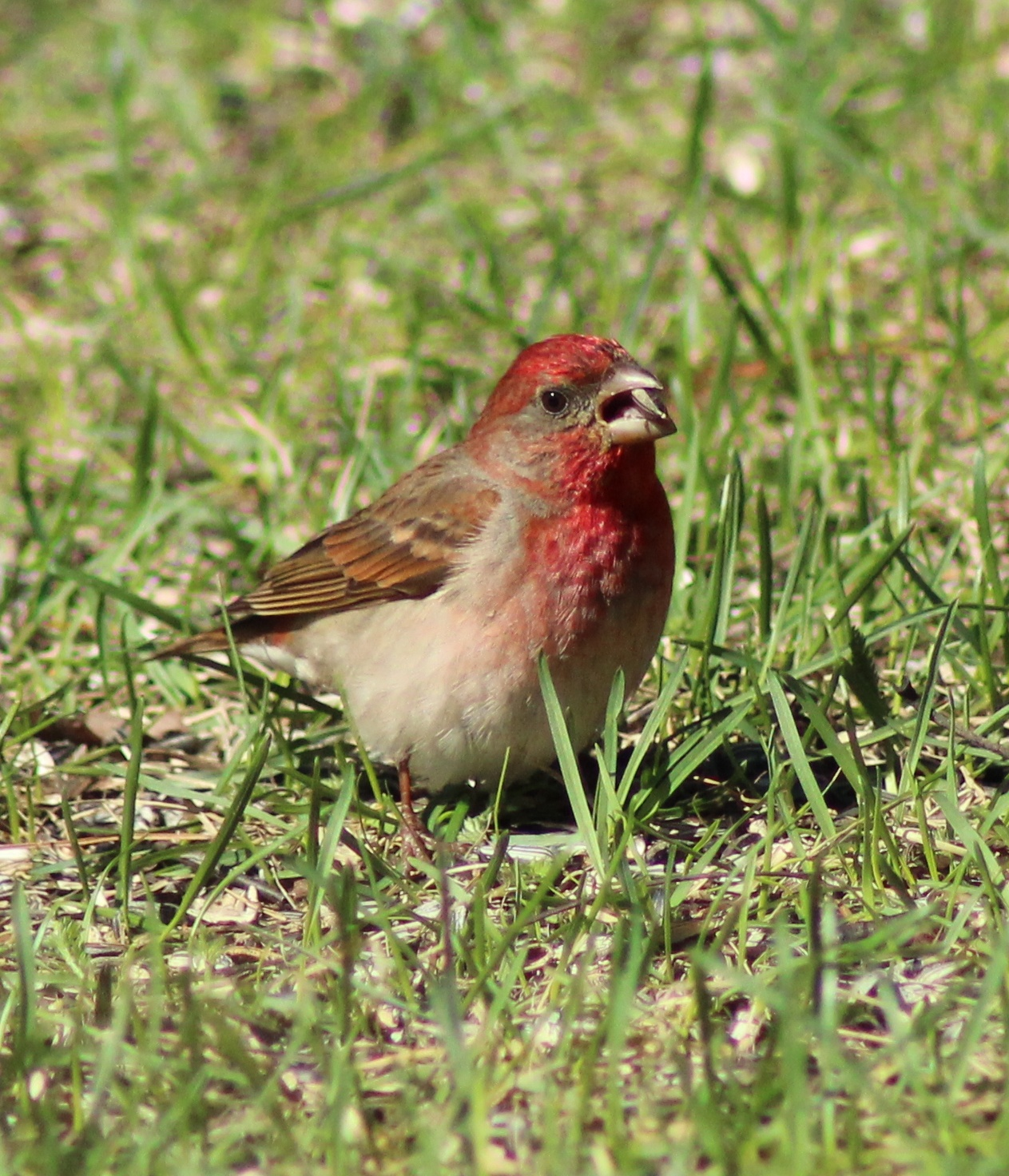
Maschio si nutre al suolo ad Haukipudas.

Questi uccelli hanno dieta prevalentemente granivora, la quale si basa sui semi di piante erbacee ed arboree, ma anche su altri cibi di origine vegetale (boccioli, foglie tenere, germogli, amenti, bacche, frutti) e, sporadicamente, comprendendo anche insetti, larve ed altri invertebrati.

### Riproduzione

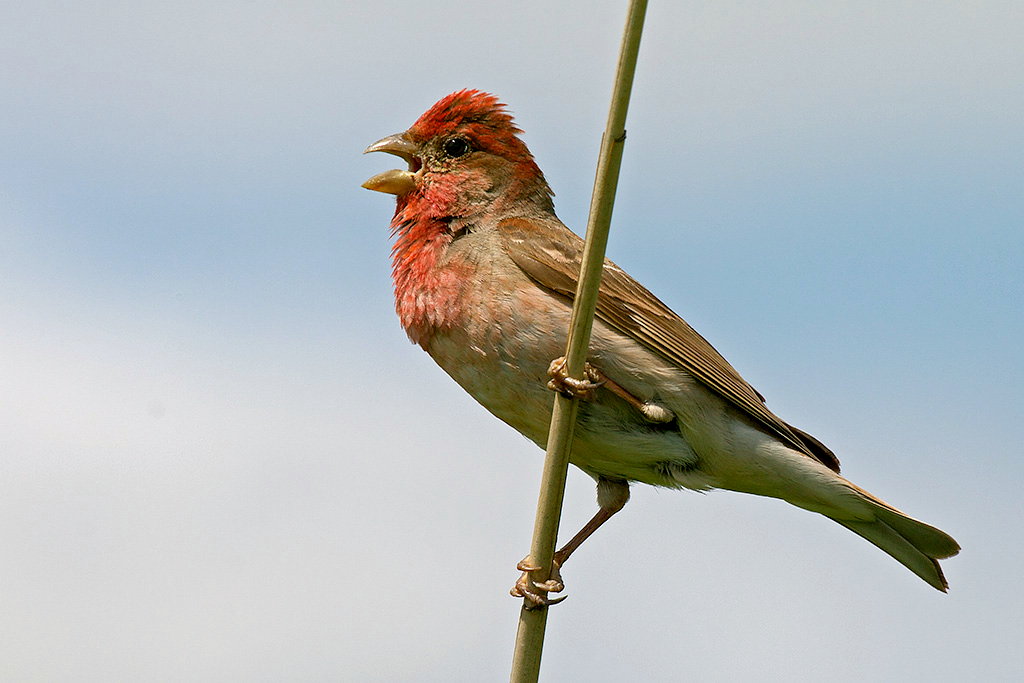
Maschio canta in Polonia.

La stagione riproduttiva va da maggio ad agosto: durante questo periodo si formano le coppie, rigorosamente monogame (sebbene siano stati osservati casi di poligamia), i cui componenti difendono accanitamente il territorio nelle vicinanze del nido da eventuali intrusi.

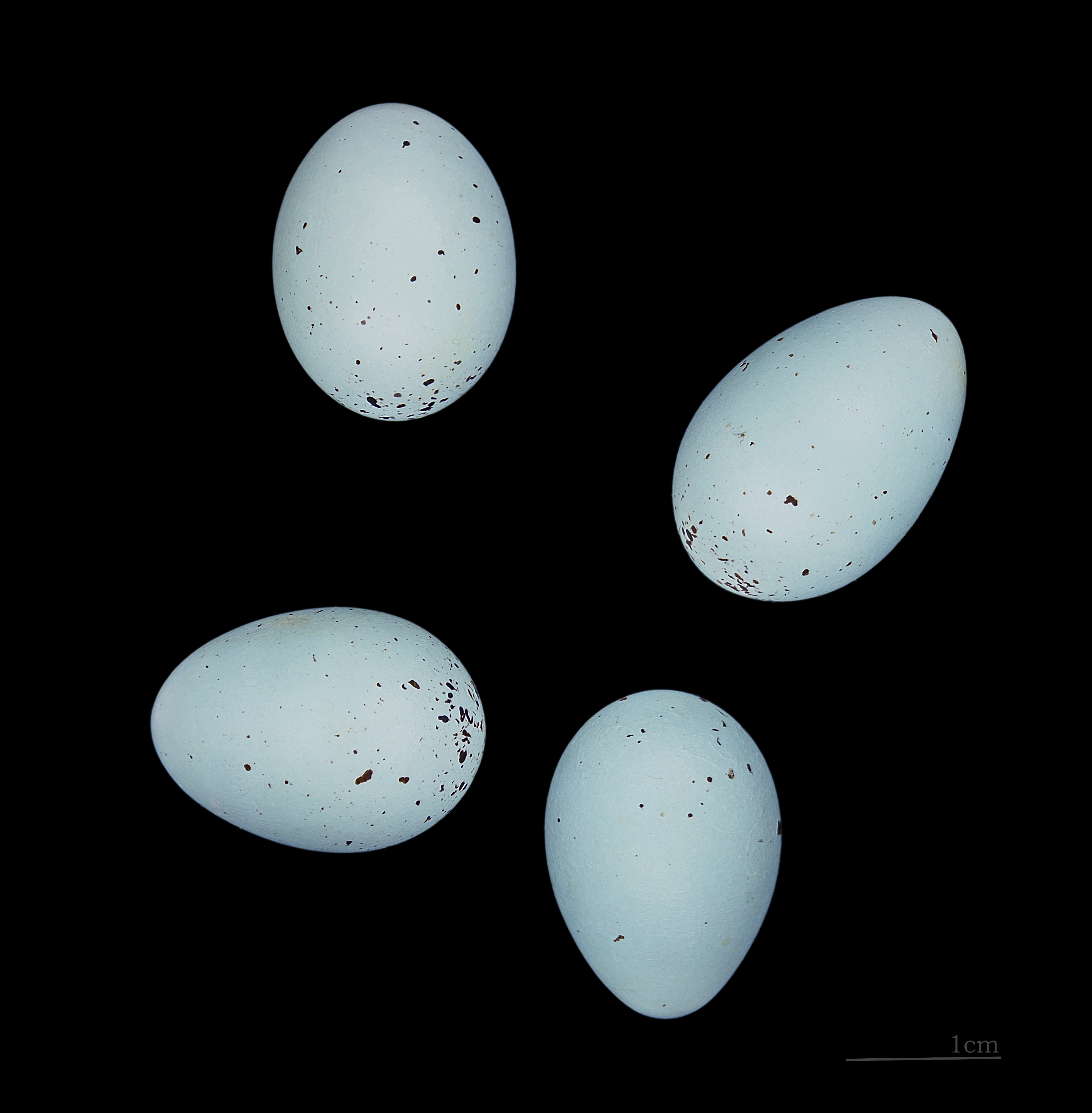
Uova.

Il nido, a forma di coppa, viene costruito dalla sola femmina: esso viene ubicato fra i cespugli fino a circa 2,7 m d'altezza dal suolo, intrecciando steli d'erba e rametti e foderando l'interno con radichette, pelame e piumino. Al suo interno, la femmina depone 4-6 uova di colore azzurrino, munite di rada punteggiatura marrone particolarmente ai due poli: esse vengono covate dalla sola femmina (col maschio che staziona nei pressi del nido, cantando per tenere lontani gli intrusi ed occupandosi di reperire il nutrimento per sé e per la femmina) per circa 13 giorni, al termine dei quali schiudono pulli ciechi ed implumi.

I nidiacei vengono accuditi da ambedue i genitori, che si occupano di imbeccarli con semi e insetti rigurgitati per 16-17 giorni, quando i giovani sono pronti per l'involo: tuttavia, essi tendono a rimanere presso il nido ancora per qualche giorno, richiedendo sempre più sporadicamente l'imbeccata, prima di allontanarsene definitivamente e disperdersi.

## Distribuzione e habitat

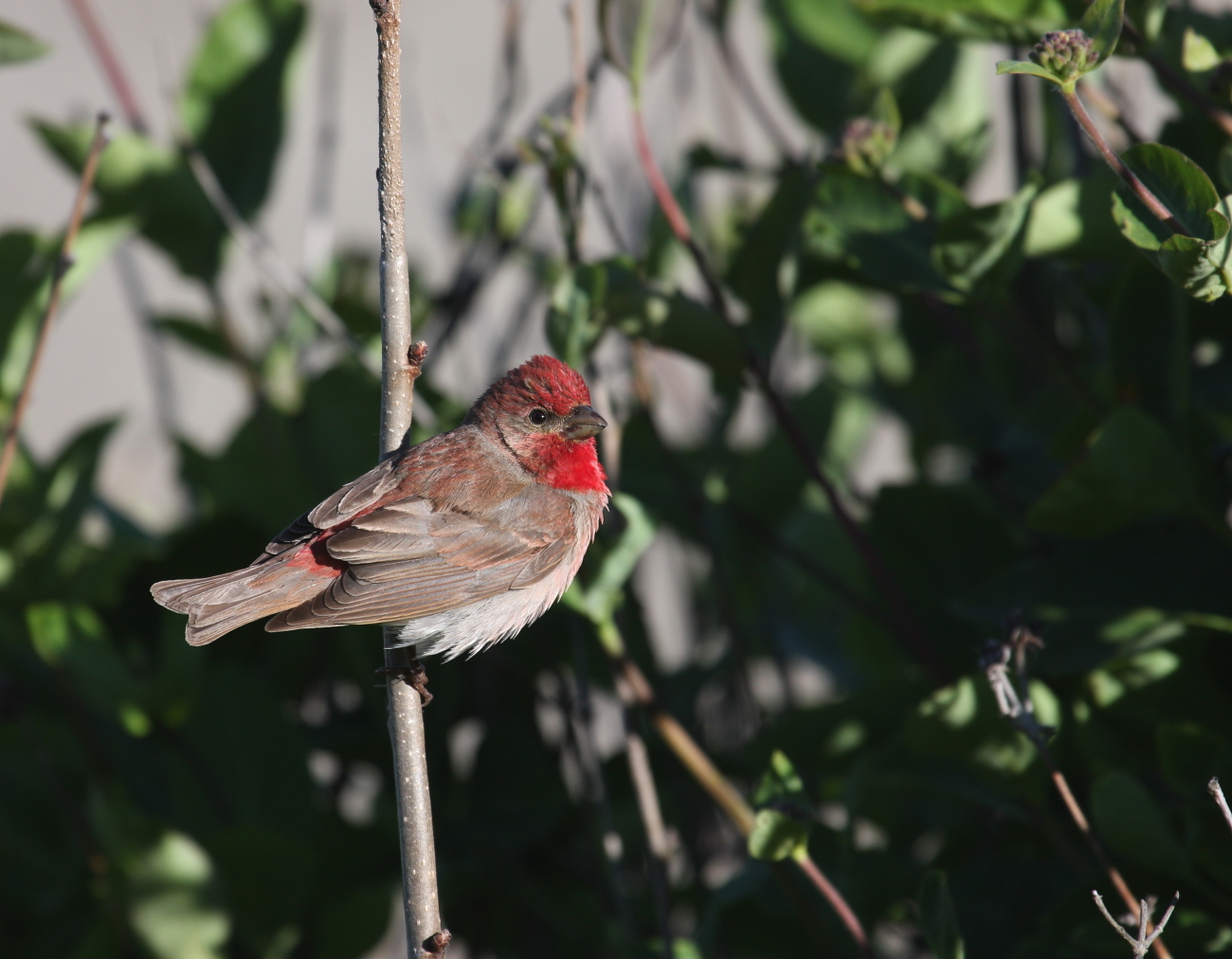
Maschio in Norvegia.

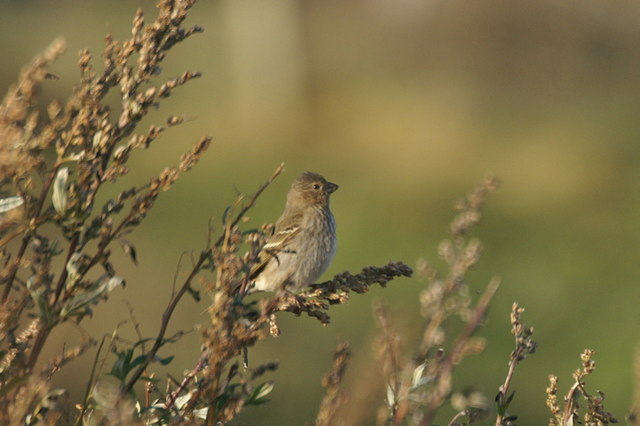
Femmina nelle Shetland.

La specie passa i mesi invernali nel subcontinente indiano, in Indocina, Birmania, Cina meridionale e Iran sud-orientale e migrando in primavera per andare a riprodursi in un'ampia area che va dalla penisola scandinava e all'Europa centro-orientale fino alla Kamchatka e al Giappone attraverso la Siberia, fra i 25 e i 68° di latitudine. Negli ultimi decenni il ciuffolotto scarlatto ha espanso e sta espandendo il proprio areale verso occidente, venendo avvistato abbastanza regolarmente e in alcuni casi facendo osservare coppie riproduttrici anche in Inghilterra, Svizzera e Italia centro-settentrionale.
L'habitat di questi uccelli è rappresentato dalle aree alberate, siano esse boschi decidui, pinete, boschi montani, o paludi, purché vi sia presenza d'acqua (specialmente durante il periodo riproduttivo) e di sottobosco o copertura cespugliosa sufficiente: la specie tollera la presenza dell'uomo senza problemi, colonizzando anche aree antropizzate come parchi o giardini urbani e piantagioni.

## Sistematica
Se ne riconoscono cinque sottospecie:
- Carpodacus erythrinus erythrinus (Pallas, 1770) - la sottospecie nominale, nidificante nell'area compresa fra l'Europa centro-orientale, Mongolia nord-occidentale e Kazakistan centro-settentrionale, svernante in india settentrionale, Nepal, Bhutan, Thailandia nord-occidentale e Birmania settentrionale;
- Carpodacus erythrinus grebnitskii Stejneger, 1885 - nidificante in Siberia orientale dal bacino del Kolyma e dalle sponde settentrionali del Lago Bajkal a Chukotka e Kamchatka e a sud fino alla Corea del Nord e alla Mongolia Interna, svernante nel sud della Cina e nel nord di Vietnam e Thailandia;
- Carpodacus erythrinus kubanensis Laubmann, 1915 - nidificante in Turchia nord-orientale, Caucaso, Iran settentrionale e Turkmenistan, svernante in India nord-occidentale;
- Carpodacus erythrinus ferghanensis (Kozlova, 1939) - nidificante nel Turkestan centro-orientale (Kazakistan orientale, Kirghizistan e Uiguristan occidentale), Afghanistan e Kashmir, svernante in India nord-occidentale;
- Carpodacus erythrinus roseatus (Blyth, 1842) - riproduttrice nell'area pedemontana del sud dell'Himalaya dal Ladakh all'Arunachal Pradesh (e forse anche in Birmania nord-occidentale) e sull'altopiano del Tibet e in ampie zone della Cina (Qinghai, Sichuan, Guizhou occidentale, Yunnan nord-occidentale, Ningxia, Shaanxi, Mongolia interna sud-occidentale), svernante in Bengala, Birmania, Thailandia centro-occidentale, Indocina settentrionale (Laos del nord e Tonchino occidentale), coltre che in Cina meridionale;

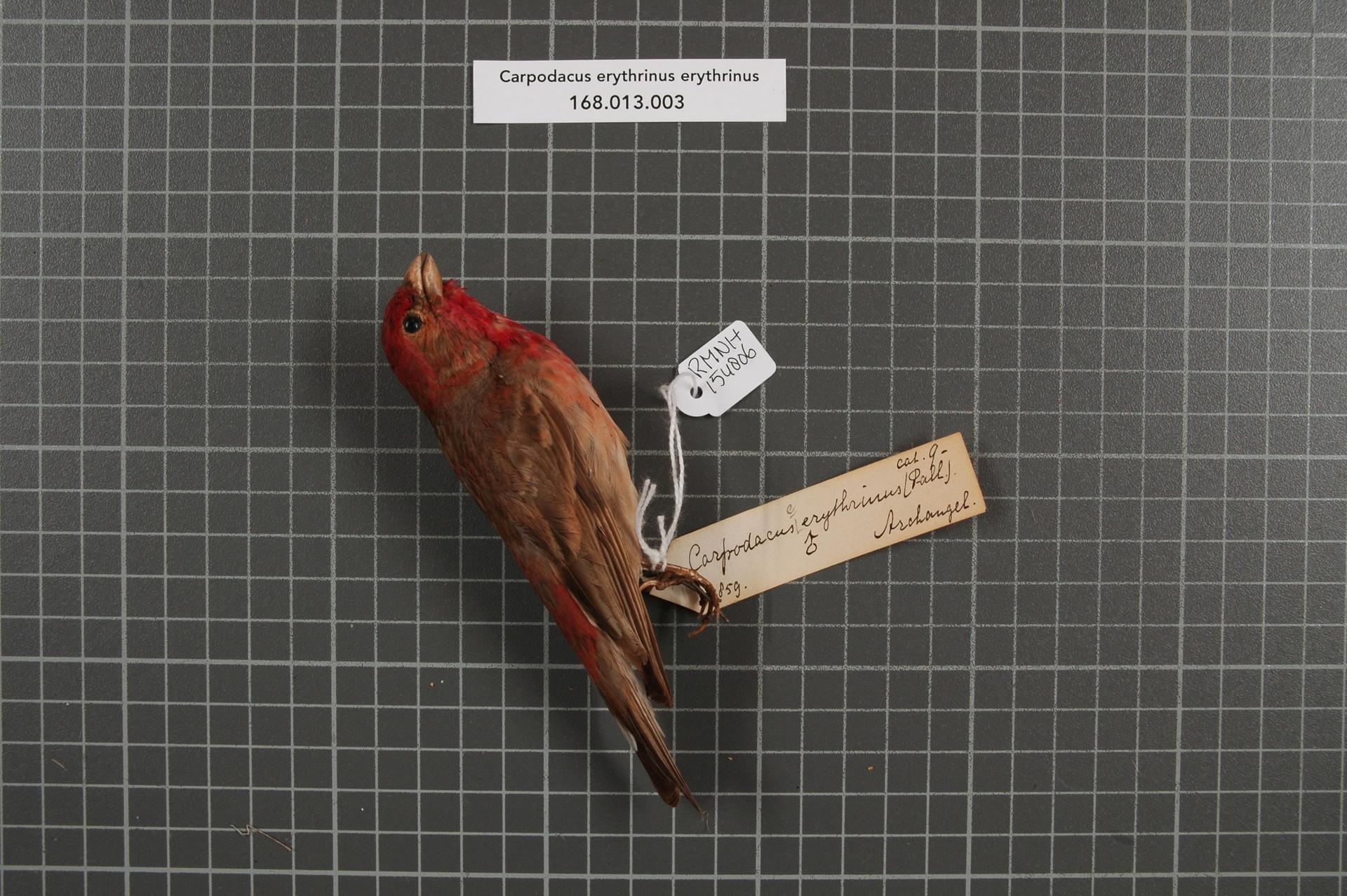
Maschio impagliato della sottospecie nominale.
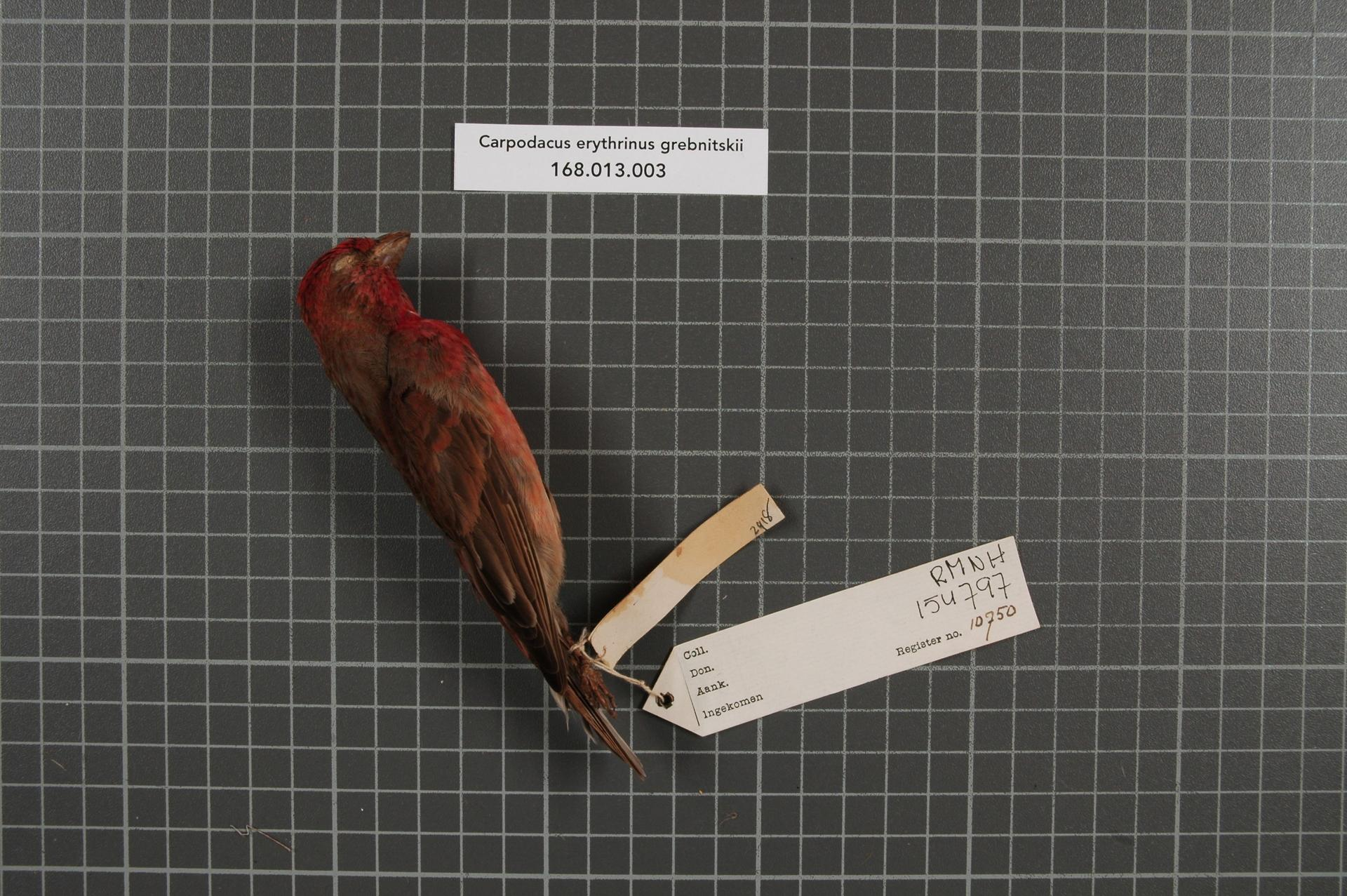
Maschio impagliato della sottospecie grebnitskii.
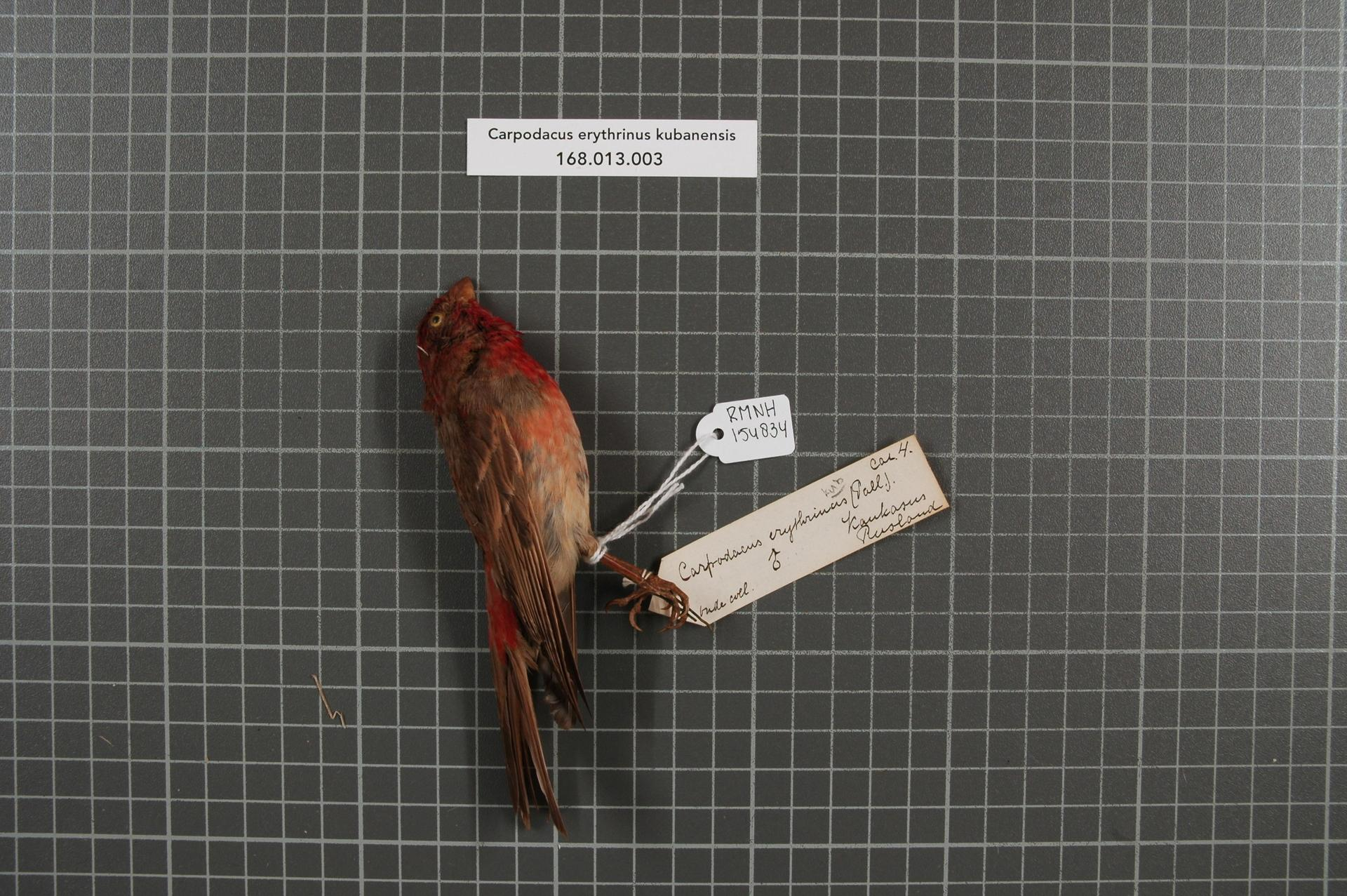
Maschio impagliato della sottospecie kubanensis.
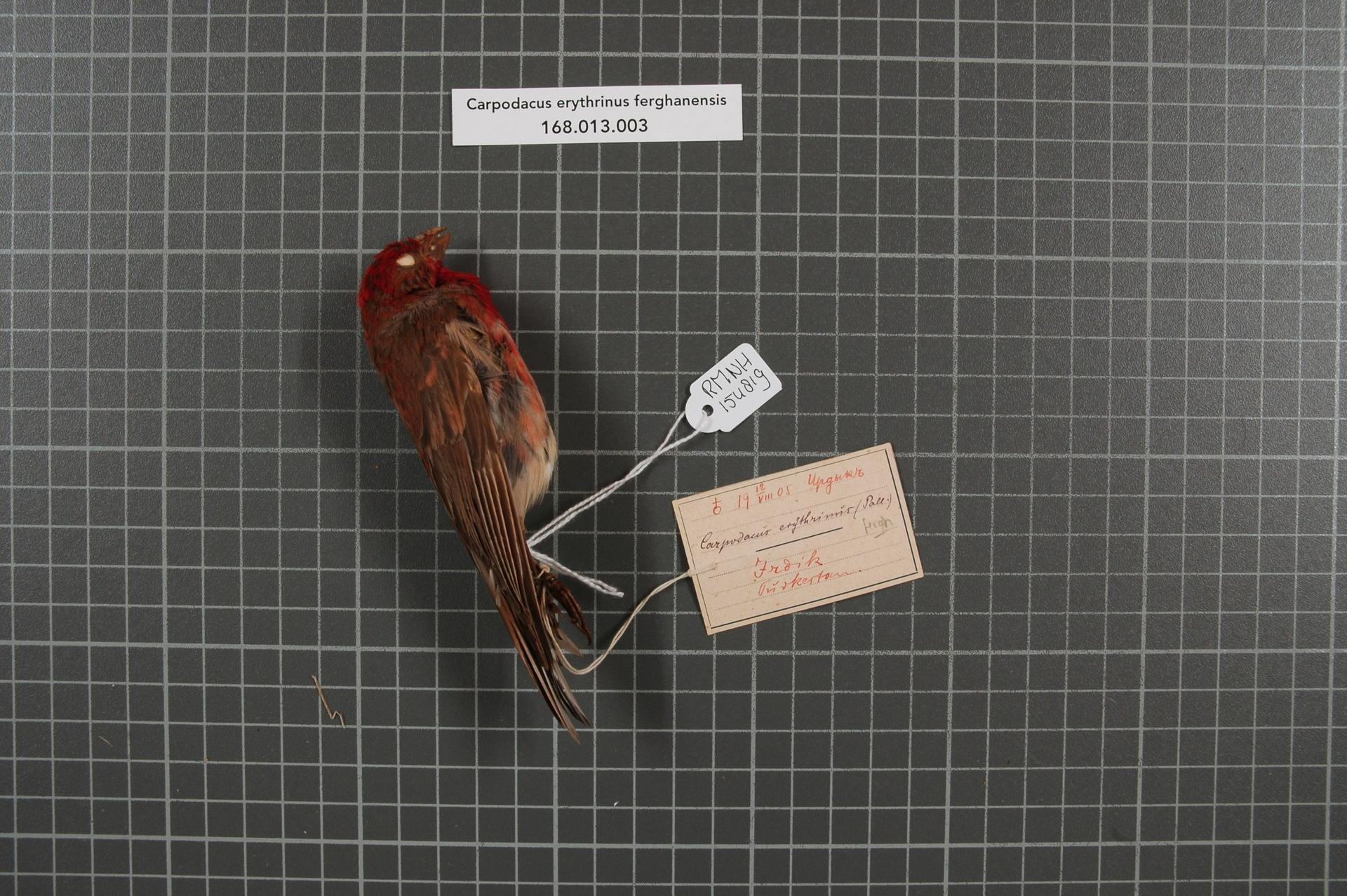
Maschio impagliato della sottospecie ferghanensis.
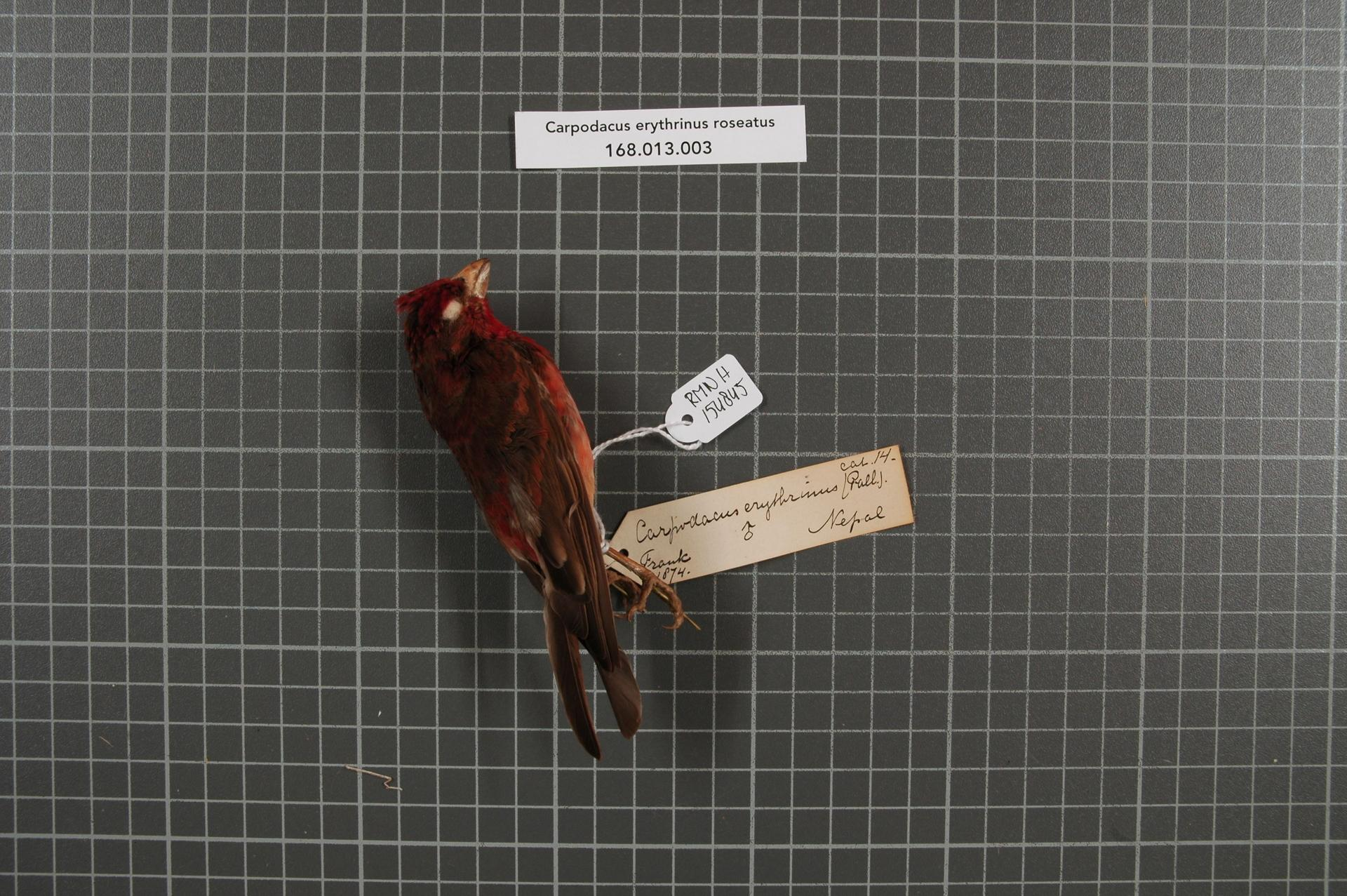
Maschio impagliato della sottospecie roseatus.

La analisi del DNA mitocondriale mostrano il raggruppamento delle popolazioni in tre cladi, uno ben distinto comprendente la sottospecie kubanensis, uno raggruppante le popolazioni europee e centro-asiatiche (sottospecie nominale e ferghanensis) ed uno raggruppante le popolazioni orientali (sottospecie grebnitskii e roseatus).
La specie forma una superspecie con l'affine carpodaco purpureo: essa appare piuttosto lontana dalle altre specie del genere Carpodacus, al punto che ne è stata proposta l'ascrizione a un proprio genere monotipico, Erythrina.